# Mancomunidad Comarcal Els Ports
La Mancomunidad Comarcal Els Ports regroupe 17 communes espagnoles appartenant à la comarque d'Els Ports, Province de Castellón.

## Communes
- Ares del Maestre
- Castell de Cabres
- Castellfort
- Cinctorres
- Forcall
- Herbés
- La Mata
- Morella
- Olocau del Rey
- Palanques
- la Pobla de Benifassà
- Portell de Morella
- Todolella
- Vallibona
- Villafranca del Cid/Vilafranca
- Villores
- Zorita del Maestrazgo

## Compétences
Ses compétences concernent :
- Défense du milieu ambient et équilibre écologique.
- Services d'assistence et équipement.
- Services éducatifs, culturels, sportifs et de loisir.
- Services sanitaires.
- Asesoramiento jurídico, técnico y administrativo.
- Services sociaux et promotion de l'emploi.
- Promotion du tourisme.
- Soutien du développement commercial, industriel, agricole et de l'élevage.
- Voies de communication et transports publics.
- Moyens sociaux de l'information.